# 프랭크 파이른
프랭크 파이른(Frank Faylen, 1905년 12월 8일 ~ 1985년 8월 2일)은 미국의 배우, 텔레비전 배우, 영화 배우이다.

## 영화
- 화니 걸 (1968년) - 키니 역
- 디노 (1957년)
- OK 목장의 결투 (1957년) - 코튼 윌슨 역
- 창공에 지다 (1955년)
- 레드 가터스 (1954년)
- 라이오트 인 셀 블락 11 (1954년)
- 러스티 맨 (1952년)
- 스나이퍼 (1952년)
- 마이 페이버릿 스파이 (1951년)
- 14시간 (1951년)
- 형사 이야기 (1951년)
- 프란시스 (1950년)
- 위스퍼링 스미스 (1948년)
- 블러드 온 더 문 (1948년)
- 웰컴 스트레인저 (1947년)
- 버라이어티 걸 (1947년)
- 폴라인의 모험 (1947년)
- 리오로 가는 길 (1947년)
- 블루 스카이스 (1946년)
- 블루 달리아 (1946년)
- 멋진 인생 (1946년) - 어니 비솝 역
- 그들에겐 각자의 몫이 있다 (1946년)
- 어페어 오브 수잔 (1945년)
- 잃어버린 주말 (1945년) - 빔 놀란 역
- 콜벳 K-225 (1943년)
- 탱크 유어 럭키 스타스 (1943년)
- 갱스 올 히어 (1943년)
- 스타 스팽글드 리듬 (1942년)
- 팜 비치 스토리 (1942년)
- 성조기의 행진 (1942년)
- 언홀리 파트너스 (1941년) - 로저 오드웨이 역
- 컴 리브 위드 미 (1941년)
- 요크 상사 (1941년)
- 인간 에디슨 (1940년)
- 캐슬 온 더 허드슨 (1940년)
- 그들은 밤에 달린다 (1940년)
- 분노의 포도 (1940년)
- 닉 카터, 마스터 디텍티브 (1939년)
- 바보의 기쁨 (1939년)
- 스토리 오브 버넌 앤 아이린 캐슬 (1939년)
- 더 스타 메이커 (1939년)
- 데이 원트 포겟 (1937년) - 빌 프라이스 역
- 키드 갈라드 (1937년)
- 1937년의 황금광들 (1936년)